# عملية الموساد في طرابلس
عملية الموساد في طرابلس هي عملية مشتركة لجهاز الموساد الإسرائيلي والوحدة الخاصة التابعة لهيئة الأركان العامة سييرت متكال، كانت العملية تستهدف اغتيال القيادي الفلسطيني سعيد السبع في مدينة طرابلس اللبنانية، وذلك في منتصف عام 1973، وكان مصيرها الفشل بعد أن شكَّ سعيد السبع بشخصٍ ألماني كان يسكن مقابل شقته، فكلف عدداً من الفدائيين لمتابعته، فتبيَّن أنَّه يتردد على محل رينوار للتصوير في شارع عزمي وسط مدينة طرابلس، وعند الاستفسار من صاحب المحل تبيَّن أنَّ لديه مُغَلَّفاً يحوي صوراً لكافة أقسام منزل سعيد السبع، فتمَّ إبلاغ الأجهزة الأمنية اللبنانية، التي أعطت تطمينات ولكنَّها لم تتحرَّك على أرض الواقع، أدَّى هذا الأمر إلى اختفاء عناصر الموساد من الشقق المُستأجرة في محيط منزل السبع، وبنفس الوقت اتفق أورلخ لوسبرخ اسمه الحقيقي (داني ياتوم) مع أربعة لبنانيين على خطف نفسه؛ بمحاولةٍ منه لاتهام سعيد السبع بأنَّه يقف خلف خطفه، وقد تزامنت عملية الخطف مع وصول ثمانية إسرائيليين من سييرت متكال يحملون جوازات سفر هولندية مُزَورة إلى مرفأ طرابلس، لا شك أنَّ تحرك النقيب عصام أبو زكي واعتقاله أورلخ لوسبرخ في حقل العزيمة واعتقال الهولنديين من قبل الأمن العام اللبناني في مرفأ طرابلس أدَّى إلى إفشال عملية اغتيال سعيد السبع، ممَّا دفع جهاز الموساد للانتقال إلى النرويج وتصفية أحمد بوشيقي؛ من أجل التغطية على الاعترافات التي أدلى بها أورلخ لوسبرخ وعلاقته مع علي حسن سلامة، تعتبر محاولة اغتيال سعيد السبع جزءاً من عملية غضب الله، وهو الاسم الذي أطلقته غولدا مائير، في ذلك الوقت؛ لاستهداف قادة العمل الوطني الفلسطيني، وقد جاءت هذه العملية بعد عملية فردان الشهيرة، التي.قُتِل فيها ثلاثة من القادة الفلسطينيين في بيروت.

## أسباب العملية
بعد مقتل أبو علي إياد والقضاء على الوجود الفدائي في الأردن، بدأت جموع الفدائيين الفلسطينيين تنتقل إلى القواعد العسكرية، التي تمَّ تأسيسها في جنوب لبنان، بعد توقيع اتفاق القاهرة 1969 كانت الحكومة الإسرائيلية تنظر بعين الريبة إلى تعاظم الوجود العسكري الفلسطيني على حدودها، فأخذت قراراً منذ بداية 1972 بتصفية عدد من القيادات الفلسطينية في لبنان، فتمَّ اغتيال غسَّان كنفاني في بيروت وبعد أسبوعين انفجر طرد إسرائيلي بين يدي بسام أبو شريف ثمَّ تعرض سعيد السبع وزوجته إلى حادث سير مدبَّر، عندما كان عائداً من بيروت إلى طرابلس مساء 25 تشرين الأول 1972، وخرج من هذا الحادث بأعجوبة بعد أن تكسَّرت أضلاعه، كانت بصمات جهاز الموساد واضحة في هذا الحادث، ولكن من دون أيِّ دليلٍ ملموسٌ مع الإشارة إلى أنَّ فريق كيدون الإسرائيلي عندما ينفذ أغلب عملياته، تبدو العملية كأنَّها حادث عرضي أو وفاة طبيعية، هذه العملية لم تكن الأولى، فقد تعرَّض إلى محاولةٍ سابقةٍ لاغتياله عندما كان ممثل منظمة التحرير الفلسطينية في الجزائر في النصف الأول من عام 1966، ثمَّ انتقل بعدها إلى الخرطوم، وهناك كان تحت المتابعة الدائمة من قبل فريق كيدون التابع لجهاز الموساد، والذي كان يقوده مايك هراري، كما أنَّ إسرائيل تُحَمِّله مسوؤلية خطف أول جندي إسرائيلي، وهو شمؤيل روزن فايزر التي نسَّقها مع ابن خاله أبو علي إياد، إلى جانب عمليات أخرى من جنوب لبنان والجولان المحتل

## كذبة ميونيخ وحجة إسرائيل
| ” | وجدت إسرائيل في عملية ميونخ فرصة تاريخية لا تعوض، لتصفية كل من يعارض التسوية داخل صفوف منظمة التحرير الفلسطينية، لقد استهدفت قائمة التصفيات التي اصدرتها غولدا مائير كل اصحاب الروؤس الحامية | “ |
|   | |   |

نفذت إسرائيل العديد من عمليات الاغتيال قبل عملية ميونيخ، والتي وقعت بتاريخ 5 سبتمبر 1972، فمن يتمعن في مسلسل العمليات يكتشف ان فريق الموساد اغتيال غسان كنفاني في بيروت يوم 8 يوليو 1972، أي قبل شهرين من عملية ميونيخ، ثم ارسلت طرد ملغوم إلى بسام أبو شريف بعد اسبوعين من اغتيال كنفاني، وهذا ان دل على شيء،
فهو دليل قاطع على أن فريق الموساد كان مقيما في بيروت، وينفذ عملياته ضمن اجندة ولوائح تم اقرارها مسبقا من قبل مجلس الأمن المصغر، والذي يشرف عليه رئيس الوزراء الإسرائيلي مباشرة، أي جولدا مائير وعضوية تسفي زامير وقادة امنين آخرين فيما عرف بلجنة X أي لجنة الاغتيالات
لا شك ان عملية ميونيخ قدمت لإسرائيل الفرصة الذهبية والمشروعية الدولية التي كانت تبحث عنها، لاطلاق يدها حتى تنفذ سلسلة من عمليات الاغتيال، والتي استهدفت قادة العمل الوطني الفلسطيني، كما أن عملية ميونيخ نقلت الصراع بين الفلسطينيين والإسرائيليين من داخل الأرض المحتلة حيث الجنود والمستوطنين، إلى اوروبا مع ما يعنيه ذلك من نظرة المجتمع الدولي إلى الفدائيين الفلسطينيين، على انهم يقتلون أشخاص مدنيين رياضيين ذهبوا إلى مدينة ميونخ من اجل ممارسة الألعاب الأولمبية، الأمر الآخر استغلت إسرائيل الحدث لتعيد تذكير العالم بالإبادة الجماعية النازية لليهود، وهذا ما ذكره مدير الموساد تسفي زامير، عندما قال خلال مقابلة مع التلفزيون الإسرائيلي، ان عملية ميونيخ إعادة إلى الاذهان خطاب أدولف هتلر، الذي توعد اليهود بالمحرقة من نفس الملعب الرياضي، عندما ألقى كلمته عام 1938، وهذا ما كانت تبحث عنه إسرائيل، فاصدرت غولدا مائير المعروفة بتطرفها، قرارا بتعقب قادة فلسطينيين لاغتيالهم، فيما عرف بعملية غضب الله أو غضب الالهة.
لقد اعتبر بعض القادة الفلسطينيين، ان عملية ميونيخ سلطت الاضواء على القضية الفلسطينية، خاصة ان كل الاعلام الدولي كان حاضرا في ميونيخ لتغطية الألعاب الأولمبية، لكن الواقع ان إسرائيل استفادة من الحدث كثيرًا، ووجدتها فرصة لنذكير المجتمع الدولي بمظلومية اليهود في ألمانيا مع النازية، وكان الفلسطينيين يتحملون مسوؤلية عما حدث لليهود خلال الحقبة النازية، لقد تم استغلال حادث ميونيح من قبل إسرائيل دوليا، للتشهير بالعمل الفدائي المقاوم وربطه بالارهاب الدولي بشكل مريب، الأمر الآخر الملفت والغريب، هو ما كشفته صحيفة هاآرتس الإسرائيلية، عن ان السفير الألماني في بيروت ولتر نوفاك، اجتمع بعد تنفيذ عملية ميونيخ مع علي حسن سلامة وأمين الهندي، واتفق معهم على اختطاف الطائرة الألمانية الرحلة 615 بتاريخ 29 تشرين الأول 1972، والتي كان على متنها 11 راكبا و7 من أفراد الطاقم على متن الطائرة أثناء رحلتها من بيروت إلى أنقرة (وما بعدها إلى ألمانيا)، والمطالبة بتحرير الأعضاء الثلاثة الباقين على قيد الحياة من منظمة أيلول الأسود المجموعة المسؤولة عن عملية ميونيخ. بينما خطفت الطائرة بوينغ 727 (مسجلة D-ABIG) أجبرت على الدوران فوق مطار زاغريب مما شكل خطر في نهاية المطاف بسبب نقص الوقود، حيث قررت سلطات ألمانية الغربية الامتثال لمطالب الخاطفين. فتم تسليم السجناء الثلاثة، وسمح للطائرة بالتوجه إلى طرابلس الغرب، حيث تم إطلاق سراح الرهائن.
، ولكن ما يلفت للانتباه، هو السر الذي دفع الحكومة الألمانية للتواصل مع علي حسن سلامة وأمين الهندي، وحثهم على خطف الطائرة الألمانية والضغط الصوري الذي يشبه التمثيلية على الحكومة الألمانية من اجل الإفراج عن الفدائيين الفلسطينيين الثلاثة المعتقلين من السجون الألمانية على خلفية عملية ميونيخ، وذلك حتى تتخلص الحكومة الألمانية من ضغط المحكمة والاعترافات، التي سوف يدلي بها المعتقلين الفلسطينيين، مما يشكل فضيحة للجهات التي تقف حقيقة خلف عملية عملية ميونيخ، التي مولها الرئيس الحالي للسلطة الفلسطينية محمود عباس، عندما كان مسوؤلا عن مالية حركة فتح عام 1972، مع العلم أن الاخير لا يؤمن بفكر العمليات منذ التحاقه بحركة فتح عام 1968، هذه الأسئلة وغيرها تضع العديد من علامات الاستفهام حول الدور الفلسطيني في ميونيخ، وما تلاها من أداء السفير الألماني ولتر نوفاك في قضية اورلخ لوسبرخ، حيث يظهر حجم التعاون والتنسيق بين الأجهزة الأمنية الألمانية ونظيرتها الإسرائيلية والأمريكية لجهة اغلاق الملف واخرج الجاسوس داني ياتوم من السجون اللبنانية
الأمر الملفت هو رد فعل إسرائيل والسلطة الفلسطينية بعد أن اصدر ابو داود كتابه (فلسطين من القدس إلى ميونيخ) عام 1999، حيث قامت إسرائيل بمنعته من العودة إلى رام الله بعد أن تحدث عن دور محمود عباس بتمويل عملية ميونيخ، لان هذه الراوية تفضح دور إسرائيل في هذه العملية وتجعلها محل ادانة امام شعبها، خاصة ان هناك 11 رياضي إسرائيلي قتلوا من اجل تمثيلية أمنية، كما أنها تظهر الطرف الفلسطيني المتواطئ داخل القيادة الفلسطينية والذي نفذ العملية من اجل التخلص من قيادات فلسطينية تعارض التوجه السلمي مع إسرائيل، لا شك ان هناك قضبة مخفية في عملية ميونيخ

## عملية طرابلس
بعد قيام إسرائيل بتنفيذ عملية عملية فردان والتي راح ضحيتها ثلاثة من قادة المقاومة الفلسطينية أبو يوسف النجار كمال عدوان كمال ناصر بدء القلق يساور سعيد السبع بعد أن فقد صديقه كمال عدوان، في نفس الوقت وصل إلى مدينة طرابلس مجموعة من الأجانب بجنسيات عديدة واوقات مختلفة، كانوا جميعا أعضاء في فريق كيدون المخصص للعمليات الخارجية والاغتيالات لاستكمال استهداف قادة الفدائيين الفلسطينيين في شمال لبنان. وقد اقامت الشبكة في شارع الثقافة، حيث يقيم سعيد السبع. كان على رأس الفرقة تسفي زامير مدير جهاز الموساد إضافة إلى مدير وحدة كيدون مايك هراري، منتحلاً صفة القس روبرت مالاوي، والذي تبين انه مطرود من السودان لاسباب سياسية، حسب ما افاد سعيد السبع للصحفي في مجلة الحوادث إبراهيم عوض.

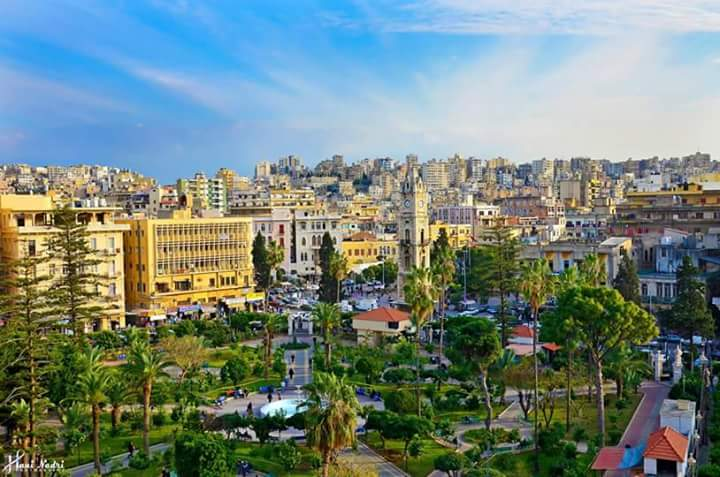
اقام فريق الموساد في مدينة طرابلس شمال لبنان

لكن أكثر ما اثار الريبة كانت تحركات الألماني اورلخ لوسبرخ، والذي كان يتردد إلى مدينة طرابلس، منذ بداية شهر شباط 1973، ثم انتقل للسكن بشقة خطيبته اللبنانية جميلة معتوق المواجهة لشقة سعيد السبع بعد عملية فردان مباشرة. لاحظ ابو باسل ان الألماني اورلخ لوسبرخ، كثيرا ما يسهر على شرفة منزل خطيبته محاولا التقاط الصور لشقة السبع، فكلف عدداً من الفدائيين الفلسطينيين التابعين له بمراقبة الألماني لوسبرخ. فتبين انه يتردد علي محل رينوار للتصوير في شارع عزمي بوسط مدينة طرابلس، ولدى مراجعة صاحب المحل تبين انه يملك مغلفا للصور يحتوي على كل أقسام منزل سعيد السبع. وعند الاستفسار من صاحب محل التصوير، تبين ان ملكية الصور تعود المهندس الإسكتلندي جيمس بول اسمه الحقيقي تسفي زامير، ادى هذا الكشف إلى وضع جيمس بول واورلخ لوسبرغ تحت المراقبة، فتبين انهم يلتقون باستمرار في أماكن مختلفة خارج مكان سكنهم، بينما كانوا لا يتحدثون مطلقا مع بعضهم البعض عند لقائهم في شارع الثقافة، حيث سكنهم. أدت هذه المعطيات مجتمعة إلى تبلور قناعة عند سعيد السبع، انه في دائرة الهدف، وان مسالة تصفيته هي قضية وقت فقط، فبادر إلى ابلاغ النائب طلال المرعبي بهذه المعلومات، والذي بدوره وضع الأجهزة الأمنية اللبنانية بكافة المعطيات، كما أنه اجرى اتصالا مع علي حسن سلامة يبلغه بامر الشيكة
لا شك ان هذا التحرك السريع من قبل ابو باسل، ادى إلى افشال مخطط اغتياله، وهروب المجموعة الأخرى، التي كانت تسكن فوق منزله المكونة من ثلاثة بريطانيين رجلان وامراة يعتقد أنها سلفيا روفئيل، التي اعتقلت  فيما بعد في النرويج على خلفية اغتيال أحمد بوشيخي، إضافة إلى القس الاميركي روبرت مالوي اسمه الحقيقي (مايك هراري)، والذي كان يسكن فوق الشقة التي يقيم فيها اورلخ لوسبرخ المواجهة لشقة السبع، كما أن المهندس الإسكتلندي جيمس بول اختفى من شقته أيضا، والتي تبعد خمسين متر عن شقة اورلخ لوسبرخ. بعد هذا الإخفاق غادر فريق الاغتيالات لبنان إلى إسرائيل ومنها إلى النرويج ليتم تصفية أحمد بوشيقي في 21 يوليو1973، ومن ثم ادعت إسرائيل انها قتلت علي حسن سلامة. بمحاولة لرفع اسهم علي حسن سلامة، بعد الاعترافات التي ادلى بها اورلخ لوسبرغ في التحقيق

## اورلخ لوسبرخ يخطف نفسه
| ” | كان هدف الموساد من اختتطاف اورلخ لوسبرخ توجيه الاتهام لسعيد السبع انه وراء عملية الخطف وذلك لتعميق الخلاف بين الدولة اللبنانية والمقاومة الفلسطينية وتجديد الاشتباكات التي وقعت في شهر ايار 1973 في محاولة لاشعال فتيل الحرب الاهليةاللبنانية | “ |
|   | |   |

بعد اخلاء فريق الموساد للشقق التي إستأجرها في محيط منزل سعيد السبع على خلفية كشف الصور، لجاء الموساد إلى خطة B، وضع مايك هراري خطة اختطاف اورلخ لوسبرغ من مدينة طرابلس قبل مغادرة فريق الموساد، وعليه اتفق اورلخ لوسبرخ مع أربعة لبنانيين إضافة إلى خطيبته جميلة جورج معتوق على اختطافه من مقهى التوب في شارع عزمي وسط مدينة طرابلس في العاشر من يوليو1973، فعند الساعة الثانية الا عشر دقائق من منتصف الليل، توقفت سيارة مرسيدس زجاجها مموه من الخلف. نزل منها شابين يرتديان جلابية زيتية اللون وملثمين بكوفيات بيضاء، ثم اتجها نحو اورلخ لوسبرخ شاهرين أسلحتهم ودافعاً به إلى داخل سيارة المرسيدس. وبينما كان الألماني لوسبرخ يدخل السيارة، أطلق أحد الخاطفين ثلاثة طلقات نارية في الهواء من مسدسه إرهاباً.
شاع خبر خطف الألماني في مدينة طرابلس، فقام الأمن اللبناني بمداهمة وتفتيش كل الأماكن التي يتواجد فيها الأجانب الموجودين في طرابلس. كما تم مداهمة «فندق المنتزه»، الواقع في شارع المئتين بمدينة طرابلس حيث ينزل معظم الأجانب. كانت المفاجئة ان الألماني المخطوف سجل اسمه في الفندق في اليوم ذاته الذي خطف به، ووضع امتعة بسيطة في غرفته (عدة حلاقة وغير ذلك) لكنه لم يعد اليه.
في نفس اليوم تم مداهمة منزل خطيبته جميلة معتوق التي تعرف بـ«جيجي» معتوق، والتي انكرت أي معرفة لعملية الخطف التي تعرض لها خطيبها، بدأ النقيب عصام أبو زكي بجمع المعلومات عن الألماني وشخصيته، فتبين له انه على علاقة مع شخص اسمه عبد العزيز محمد الهدى الملقب (الغزاوي)  كان أحمد رسلاني العامل في بلدية طرابلس والمرتبط مع أجهزة الأمن اللبنانية قد تمكن من العثور على عبد العزيز الغزاوي، بعدما شاهده خارجا في صالة سينما المتروبول بمدينة طرابلس. فألقي القبض عليه وسلمه للنقيب عصام أبو زكي.

## اعتقال ضباط سييرت متكال في ميناء طرابلس
في العاشر من يوليو 1973 وصل إلى ميناء طرابلس خمسة اسرائيليين يحملون جوازات سفر هولندية مزورة، أي في نفس يوم تدبير اورلخ لوسبرخ اسمه الحقيقي داني ياتوم لعملية خطفه من مقهى التوب، كانت حجة الهولنديين ان اليخت تعرض على عطل وبحاجة إلى اصلاح، وصاروا يترددون على مطعم ومقهى في ميناء طرابلس، حيث يتزودون بالمواد الغذائية ويعودون إلى اليخت ليواصلوا العمل باصلاحه، ثم توجهوا في اليوم التالي إلى مطار بيروت من اجل استقبال شخص هولندي اخر، قادما من امستردام، وقد شك بهما امن عام المطار، الذي ابلغ جهاز الأمن العام في طرابلس، وعلى الاثر داهم رجال الأمن العام اليخت (ارتي) الراسي في ميناء طرابلس، وعثروا بداخله على جهاز إرسال بعيد المدى وعلى 20 فيلما مصورا إضافة إلى خرائط ومعدات أخرى، فتم نقلهم إلى سرايا طرابلس حيث جرى التحقيق معهم، الا ان المدعي العام العسكري اسعد جرمانوس تدخل على الفور، واصدر اوامر بالإفراج عنهم وتركهم بسند إقامة
لا شك ان تحرك الأمن العام اللبناني احبط خطة الاسرائيليين بتنفيذ عملية اغتيال سعيد السبع، خاصة ان عبد العزيز الغزاوي اعترف خلال التحقيق التحقيق معه ان اورلخ لوسبرخ طلب منه استئجار خمسة سيارات من اجل تنفيذ عملية خطفه من مقهى التوب، ولكنه لم يستخدم الا سيارتين خلال عملية الخطف، وهذا يعني ان السيارات الثلاثة المتبقية كانت مخصصة لاستخدام المجموعة التي وصلت عبر البحر وتحمل جوازات سفر هولندية مزورة، وهم يتبعون لوحدة سييرت متكال إضافة إلى مجموعة الموساد بقيادة مايك هراري التي اختفت من الشقق في محيط منزل سعيد السبع، بعد قيام ابو باسل بابلاغ اجهزة الأمن اللبنانية والفلسطينية بنشاطها المريب

## التعاون الامني الألماني الإسرائيلي

السفير الالماني في لبنان الدكتور ولتر نوفاك، تدخل لدى الحكومة اللبنانية من اجل الإفراج عن اورلخ لوسبرغ بادعاء انه دبلوماسي ألماني

ما ان شاع خبر اختطاف اورلخ لوسبرخ بمدينة طرابلس حتى احتجت السفارة الألمانية في بيروت عبر سفيرها في لبنان ولتر نوفاك، مدعيا ان الألماني المخطوف هو دبلوماسي ألماني، وهذا اعتداء سافر على الحكومة الألمانية ورعاياها في لبنان، من جانب سعيد السبع والفدائيين الفلسطينيين، الا ان الحديث تغيير بعد أن تمكن النقيب عصام أبو زكي من القاء القبض عليه، وكشف مسرحية الخطف التي قام بها، مما ادى إلى افتضاح أمر اورلخ لوسبرخ إلى وضع السفارة الألمانية في موقف محرج، فطلب السفير الألماني ولتر نوفاك لقاء عاجل مع عادل اسماعيل مدير الشوؤن السياسية في وزارة الخارجية اللبنانية، مطالبا بالإفراج عن اورلخ لوسبرخ وصرح اثر المقابلة، بان اورلخ لوسبرخ كان قد تقدم إلى السفارة الألمانية في بيروت في اواخر شهر مايو1973، وانه اجتمع به، وهو مواطن ألماني نصاب وعليه عدة مذكرات توقيف بحقه وانه مطلوب مطلوب للانتربول الدولي بتهم إصدار شيكات من بدون رصيد وسرقة عدد من السيارات في ألمانيا الغربية، وان الحكومة الألمانية تطالب الحكومة اللبنانية بتسليمها الألماني لوسبرخ لمحاكمته على الأراضي الألمانية

## اعترافات عبد العزيز الغزاوي
بعد اعتقال سكرتير اورلخ لوسبرخ عبد العزيز الغزاوي، اخضعه النقيب عصام أبو زكي لجلسات تحقيق مكثفة، في بادئ الأمر نفى أي علم له بعملية الخطف، وبعد فترة قليلة انهار في التحقيق، واعترف ان عملية الخطف تمت بمعرفته، وان الألماني اورلخ لوسبرخ، انتقل إلى حقل العزيمة في سير الضنية، روى عبد العزيز الغزاوي تفاصيل علاقته به، قال انه تعرف عليه في المقهى التوب بشارع عزمي، وانه من الاثرياء، ومن كبار ابطال الكاراتيه الدوليين، وانه اشترك في القتال في بنغلاديش وطلب منه ان يعمل سكرتيراً عنده بمرتب شهري مقداره 500 ليرة لبنانية.
كما افاد الغزاوي ان الألماني تعرف على جميلة معتوق المعروفة «بجيجي»، بعدما عرف ان منزلها يواجه شقة مدير عام دائرة التنظيم الشعبي في منظمة التحرير الفلسطينية سعيد السبع «أبو باسل». وقد خطبها كي يتمكن من السكن عندها، وانه كان يكثر من الأسئلة ويستوضحه القضايا المتعلقة بالفدائيين الفلسطينيين.
كما اعترف الغزاوي بأن لوسبرخ وضع خطة لخطف قنصل المانيا الغربية في مدينة طرابلس (لبنان) جول مسعد، وانهما قصد منزل الاخير الواقع في شارع الجميزات، واستخدما شخصين آخرين وجهزوا السيارة لهذا الغرض لخطفه، لكنهم فشلوا لان زوجة القنصل لم تستجب لهم بفتح الباب عندما قصدهم اورلخ وعصابته، كان الهدف الأساسي من خطف القنصل الألماني أو قتله ايهام الحكومة اللبنانية ان سعيد السبع من قام بهذا العمل، وذلك ردا على موقف الحكومة الألمانية السلبي من الخاطفيين الفلسطينيين في ميونخ، فتقوم الدولة اللبنانية بمداهمة منزل سعيد السبع واعتقاله، وفي هذه الأثناء ينظم الموساد عملية اغتياله عبر قناص من إحدى الشقق المحيطة، وهذا ما سوف يؤدي إلى صدام فلسطيني لبناني، الهدف منه تجديد معارك ايار بين المقاومة الفلسطينية والجيش اللبناني والتي اندلعت بعد عملية فردان  في محاولة لتفجير الحرب الأهلية اللبنانية، والتي اندلعت في 13 أبريل 1975

## مراقبة فرنجية وجنبلاط
كما روى انه اصطحب اورلخ وخطيبته إلى القصر الجمهوري في بعبدا مرتين وحاما حول القصر الجمهوري ومقر الرئيس سليمان فرنجية الصيفي في اهدن إضافة إلى تردده حول قصر المختارة
ومحاولة التقاط الصور لمقر إقامة كمال جنبلاط برفقة خطيبته جميلة معتوق إضافة إلى اشاعة اخبار عن محاولة اغتيال كمال جنبلاط كان سيد المختارة هاجسه الكبير يتسقط اخباره يراقب تحركاته ويترقب تصريحاته كما كانت جزيرة الارانب مقابل طرابلس (لبنان) تشغله فتارة يسأل عن المسافة التي تفصلها عن طرابلس (لبنان) وطورا يعلن عن رغبته في استغلالها سياحيا.
وفي شأن حادثة الخطف في شارع عزمي قال الغزاوي ان لوسبرخ وضع الخطة من دون أن يفهم هو ورفاقه الأسباب. وانه وعدهم بمبلغ 50 ألف ليرة بعد تنفيذ العملية واوهمهم انه ينتظر مبلغ 50 الف ليرة من السفارة الألمانية  في بيروت، وان علي أحمد ديب وهو صاحب مطعم «كويك ساندويش» في طرابلس (لبنان) استأجر لهم سيارة خصوصية ماركة مارسيدس 190 رقمها 157138 من مالكها زهير زكي هندي زكريا وانه نفذ عملية خطف لوسبرخ برفقة حسن توفيق الحسن وحميد بطرس فرح. وقال انهم لبسوا القمبازات وتقنعوا واخذوا لوسبرخ من المقهى وانطلقوا به إلى المنزل الذي استأجره في حقل العزيمة تعود ملكيته للسيد ميخائيل إبراهيم لاخفاء لوسبرخ فيه.
وعندما وصولا إلى المنزل طلب منه لوسبرخ ان يعودا إلى طرابلس (لبنان) ويتصل بخطيبه جميلة معتوق ويقول لها ان الرسالة وصلت من الكويت وانها تعرف ماذا يقصد. واضاف «قل لها هذا وهي ترافقك إلى بنك جمال في بيروت وتسحب مبلغ 50 الف ليرة من خزنتي الخاصة لانها تحمل المفتاح فتعطي 10 الاف لحميد بطرس فرح و10 الاف لحسن توفيق الحسن والبقية تأخذها لك».

## مداهمة حقل العزيمة
بعد هذه المعلومات توجه النقيب عصام أبو زكي قائد شرطة مدينة طرابلس (لبنان) برفقة عنصرين من الدرك التابعين للفرقة 18. إلى حقل العزيمة حيث يوجد الخاطف المخطوف ما ان داهم المنزل، حتى تفاجاء بوجود اثنين من حراس العميد المتقاعد الياس داود تم تكليفهم بحمايته. حاول الألماني المواجهة لكن الدرك كانوا اسرع منه بتوجيه البنادق إلى رأسه فما كان منه الا الاستسلام وخلال تفتيش المنزل عثر مسدس 6 ملم ومسدس ضغط كبير من ممشطين ومسدس آخر من مسدسات الاولاد وألة تصوير «زوم» وثياب وجلابيات كاكية وكوفيات بيضاء والحبال التي كان قد أوثق بها، ومنشورات حملت اسم منظمة ميونخ 72 وهي منظمة فلسطينية كان قد انشئها في مدينة طرابلس.

## التحقيق مع داني ياتوم
| ” | حاول الموساد تاسيس منظمة فلسطينية تحمل اسم ميونخ 72 في طرابلس شمال لبنان، من اجل ربط الفلسطينيين بحادث الألعاب الأولمبية ميونيخ 1972 والحركة النازية، وتشويه العمل الفدائي كما حدث في الأردن 1970، والقيام بعمليات اغتيال لشخصيات فلسطينية ولبنانية | “ |
|   | |   |

بعد اعتقال اورلخ لوسبرخ اسمه الحقيقي داني ياتوم في حقل العزيمة تم نقله إلى سرايا طرابلس، وبداء التحقيق معه، لكنه رفض الكلام، اصر على انكار كل شيء، ونفى معرفته الأشخاص الذين «خطفوه»، وافاد انه جاء إلى لبنان، في منتصف فبراير من عام 1973، على متن الباخرة اوزونيا اتياً من إيطاليا، برفقة رجل ألماني يدعى جو متزيغ، وان الاخير يحمل جوازي سفر إحداهما ألماني والاخر بولوني. واكد انه استأجر المنزل في حقل العزيمة للراحة والاستجمام، ونفى ان يكون أحد قد خطفه. وتناول التحقيق معه قضية منظمة ميونخ 72 الفدائية التي بادر إلى تاسيسها، وتبين من خلال التحقيق انه على تواصل مع بعض العناصر الفدائية في شمال لبنان، وانه زودهم ببيانات وبرنامج سياسي توجيهي كان اورلخ لوسبرخ قد اعطاه لاحد عناصر رصد الفدائيين لتعميمه على رفاقه، وفيه دعوة للقضاء على القيادات الفدائية الناشطة، وخاصة من تتبني عمليات كميونخ داعيا إلى تنقية العمل الفدائي من كل شائبة مدعيا انه مناصر للقضية الفلسطينية.

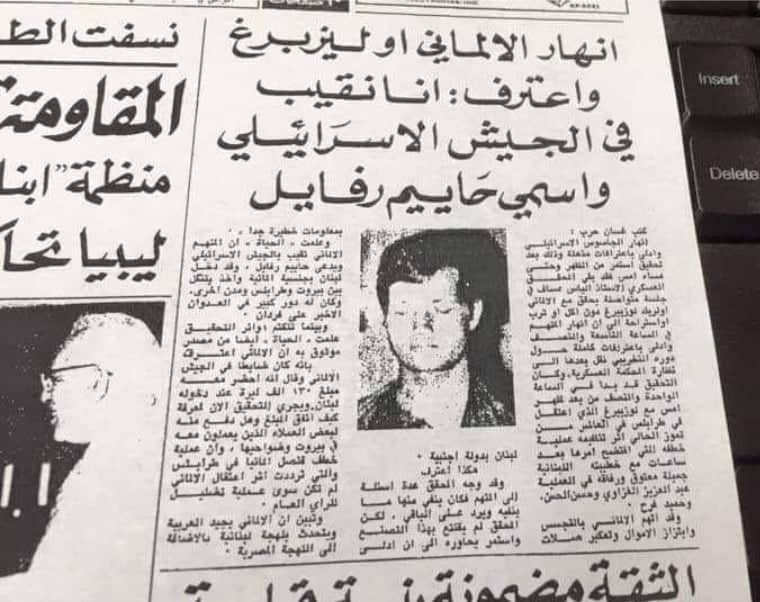
انهار اورلخ لوسبرخ في التحقيق واعتراف انه ضابط اسرائيلي اسمه حاييم رفايل

بعد الانتهاء من استجوابه من قبل النقيب عصام أبو زكي، تمت احالته على المحقق العسكري الياس عساف، الذي باشر التحقيق معه، وتبين من التحقيق انه يحمل جواز سفر ألمانياً مزوراً، عليه سبعة أختام دخول إلى لبنان وألمانيا، وهو من مواليد دوسلدورف الألمانية 1948، وهو ضابط استخبارات إسرائيلي، كما تبين انه يملك مبلغاً كبيراً من المال مودعاً في بنك جمال، وكشفت التحقيقات معه عن تحويلات بعشرات الالوف من الدولارات جرت من المانيا الغربية لحساب لوسبرخ الذي ادخر في بنك علي جمال 130 الف ليرة لبنانية إلى جانب تلقيه أموال من مصادر فلسطينية

## منظمة ميونيخ 72
خلال تواجد اورلخ لوسبرخ في مدينة طرابلس، عمل على تاسيس منظمة فدائية فلسطينية، وقد استقطب العديد من الشباب اللبناني والفلسطيني، عندما كان يتردد على مخيم البداوي، لتدريب عناصر الكفاح المسلح الفلسطيني على لعبة الكارتيه، وحين تم اعتقاله في حقل العزيمة قام الرائد إبراهيم البطراوي والذي كان يقود جهاز الكفاح المسلح في مخيمات الشمال، بالتدخل لدى النقيب عصام أبو زكي من اجل الإفراج عن الجاسوس الألماني الإسرائيلي، تحت حجة انه مناضل اممي، على غرار كوزو أوكاموتو وكارلوس، كما تبين من خلال التحقيقات التي اجراها ابو زكي ان الجاسوس الألماني غرر بعدد كبير من الشباب اللبناني الذين تعرف عليهم خلال تردده على إحدى الاندية التي كان يمارس بها لعبة الكارتيه في مدينة طرابلس، لا شك ان هذه المعلومات وغيرها تلقي الضوء على عمل جهاز الموساد في لبنان والدول العربية والعالم، وتضع العديد من علامات الاستفهام حول الكثير من التنظيمات المجهولة المصدر مثل داعش والقاعدة

## التحقيق مع جميلة معتوق
كما تم استجواب جميلة معتوق التي اقرت بمعرفتها بعملية خطف خطيبها وان اورلخ لوسبرخ اعطاها رسالة باللغتين الألمانية والإنكليزية، وطلب منها تسليمها إلى الدكتور ولتر نوفاك السكرتر الثالث في السفارة الألمانية في بيروت. وافادت جميلة معتوق ان مضمون الرسالة يفيد ان منظمة فدائية فلسطينية خطفت اورلخ لوسبرح، وهو في حالة جيدة، وان المنظمة الفدائية تطلب من الحكومة الألمانية فدية قدرها 15 مليون ليرة لبنانية، بما يعادل ثمانية ملايين دولار اميركي في ذلك الوقت لاطلاقه، وفي حال الرفض ستعمد منظمة ميونخ 72 الفدائية إلى قتله. وقد اتلفت جميلة معتوق الرسالة بعد افتضح أمر الخطف المدبر.
وافادت جميلة معتوق انها كانت بمعيته في بيروت يوم 11 نيسان 1973، أي اليوم التالي لتنفيذ عملية فردان وانهما مرّا في الشارع وشاهدا الابنية التي قتل فيها قادة المقاومة الفلسطينية الثلاثة. كما أنها كانت برفقته عندما زار مخيم نهر البارد ومخيم البداوي بعد عملية نفذها الجيش الإسرائيلي 21 فبراير1973 والتي استهدفت مواقع حركة فتح، ذهب ضحيتها عدد من الاتراك التابعين لجماعة عبد الله اوجلان، بالإضافة إلى عدد من الفلسطينيين وموقع تدريب الجبهة الشعبية لتحرير فلسطين في مخيم نهر البارد، كان عضو الجيش الأحمر الياباني كوزو أوكاموتو قد تدرب فيه قبل تنفيذ عمليته في مطار اللد.

## الاختراق الإسرائيلي للجسم الفلسطيني
بعد اعتقال الجاسوس اورلخ لوسبرغ اسمه الحقيقي داني ياتوم في حقل العزيمة من قبل قائد شرطة مدينة طرابلس النقيب عصام أبو زكي، اتصل الرائد إبراهيم البطراوي مسوؤل الكفاح المسلح الفلسطيني في شمال لبنان مع النقيب عصام أبو زكي من اجل اقناعه بالإفراج عن الجاسوس اورلخ لوسبرخ تحت حجة انه مناضل اممي يناصر القضية الفلسطينية، وله افضال على الفدائيين الفلسطينيين الذين كان يدربهم في مخيم البداوي، فرفض النقيب عصام أبو زكي هذا الأمر بشدة، وابلغه ان الألماني اورلخ لوسبرغ هو ضابط إسرائيلي مكلف باغتيال سعيد السبع، وان ملفه أصبح بعهدة المحقق العسكري اللبناني الياس عساف في بيروت

### أسباب اغتيال أحمد بوشيخي في النرويج
التحقيقات التي اجراها المحقق العسكري الياس عساف مع الجاسوس اورلخ لوسبرخ، كشفت عن عدد من الأمور الخطيرة
اولا: ان اورلخ لوسبرخ اعترف خلال التحقيق معه انه كان يراقب سعيد السبع
ثانيا: انه زار مخيم البارد والبداوي بعد العملية العسكرية التي نفذها الجيش الإسرائيلي في 21 شباط 1973
ثالثا: انه ضابط إسرائيلي برتبة نقيب واسمه الحقيقي حاييم رؤفئيل
رابعا: انه يلتقي مع أبو حسن سلامة في فندق انتركونتننتال في بيروت، ويلعب معه لعبة الكارتيه
خامسا: انه يتلقى أموال مع ألمانيا الغربية ومن سويسرا ومن أبو حسن سلامة
طبعا جهاز الموساد، كان يتابع بدقة مسار التحقيقات اللبنانية، وما ادلى به اورلخ لوسبرخ لجهة تورط ابو حسن سلامة، وما يمكن ان تسببه هذه الاعترافات فضيحة داخل منظمة التحرير الفلسطينية وحركة فتح، خاصة ان ابو حسن سلامة قيادي كبير ويلعب دورا مركزيا ومحوريا داخل الموسسة الأمنية الفلسطينية، كما ان سقوط ابو حسن سلامة سوف يؤدي إلى سقوط اخرين، من هنا بدا الموساد يفكر في امرين، كيف يمكن إنقاذ اورلخ لوسبرخ من المعتقل اللبناني، والقيام بعملية أمنية ترفع من اسهم أبو حسن سلامة داخل المجتمع الفلسطيني وتبعد عنه الشبهات، فلم يكن امام فريق الموساد الا اغتيال احمد بوشيخي الناذل المغربي في النرويج بعد عشرة أيام من اعتقال اورلخ لوسبرخ، والإعلان ان الموساد اخفق في التشخيص وقتل بوشيخي بدلا من أبو حسن سلامة، مع ان الموساد حين ينفذ عمليات اغتيال يراقب الضحية لمدة سنة أشهر بالحد الادنى قبل اغتيال الشخص المستهدف، الا ان إخفاق الموساد الحقيقي حين اعتقل الأمن النرويجي ستة عناصر في ليلهامر بالنرويج بعد اغتيال احمد بوشيخي يوم 21 يوليو 1973

## الصفقة السوداء
بعد توقيف الجاسوس الإسرائيلي، وما ادلى به من اعترافات امام المقدم عصام أبو زكي. بدأ السفير الألماني ولتر نوفاك مع ضابط سي أي أيه في بيروت روبرت اميس بممارسة الضغوط على الحكومة اللبنانية للإفراج عن اورلخ لوسبرخ، كما أن مدير الشعبة الثانية اللبنانية جول بستاني تحرك في كل الاتجاهات من اجل تبرئة الجاسوس الإسرائيلي، اما النقيب عصام أبو زكي، فقد تم ابعاده عن الملف، بعد الضغوط التي مارسها ضابط سي أي أيه في بيروت روبرت اميس على الأجهزة الأمنية اللبنانية، حتى لا يدلى بشهادته في المحكمة العسكرية، فتم ترشيحه إلى دورة لمكافحة المخدرات في الولايات المتحدة حسبما جاء في وثائق ويكيليكس مع ان الدورة لم تكن من اختصاصه، وبعد وصوله إلى الدورة في الولايات المتحدة، تقدم منه أحد الضباط المشاركين في الدورة، معرفاً عن نفسه بأنه ضابط درزي من إسرائيل، وهو يرغب بالحديث والتعرف اليه عن قرب بحكم انه من نفس الطائفة، لكن النقيب عصام أبو زكي، كان حازما عندما رفض الحديث معه بصورة قطعية، بقي اورلخ لوسبرخ في المعتقل اللبناني لمدة شهرين، وتم تحويل ملفه مع عشرين شخصا من معارفه إلى المحكمة العسكرية، التي كانت برئاسة القاضي اسعد جرمانوس وتولى الدفاع عنه وعن جميلة معتوق المحامي والوزير اللبناني رشيد درباس، إلى أن تم ترحيله من لبنان واغلاق ملفه بظروف غامضة، هي اشبه بالصفقات السوداء.

## فشل الموساد من طرابلس إلى ليلهامر

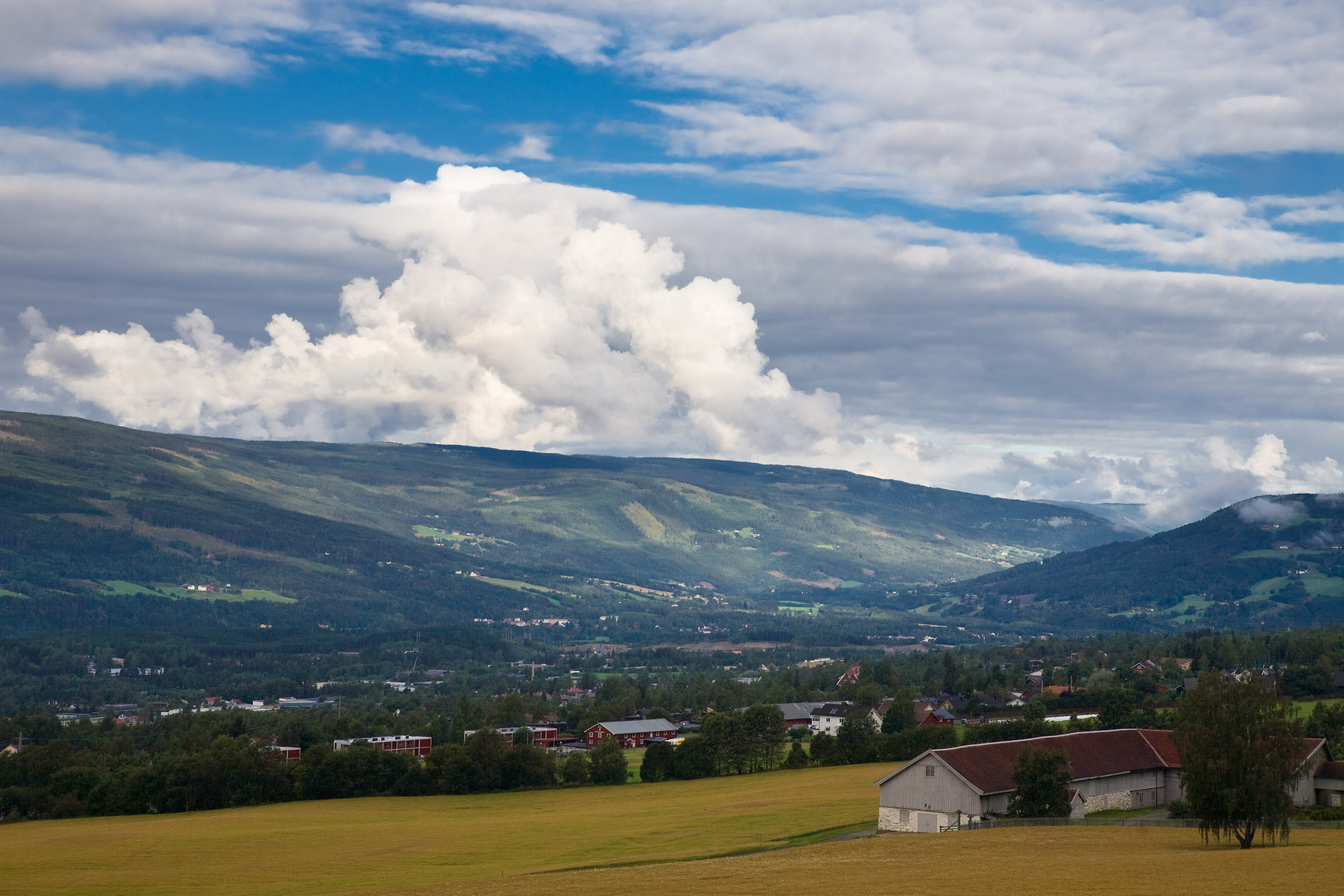
فشل الموساد باغتيال سعيد السبع في طرابلس دفع الإسرائيليين لاغتيال أحمد بوشيخي في ليلهامر بعد الاعترافات التي ادلى بها اورلخ لوسبرغ في لبنان

برغم ان جهاز الموساد حقق الكثير من العمليات الناجحة في عام 1973، الا انه إرتكب الكثير من الأخطاء أثناء حربه الأمنية مع الفلسطينيين، يقول رونين بيرغمان الخبير المقرب من الموسسة الأمنية الإسرائيلية، ان جهاز الموساد نفذ خلال أربعة عشر شهرا التي سبقت وتلت عملية فردان أكثر من خمسين عملية أمنية، استهدفت قادة العمل الوطني الفلسطيني من اغتيال ومحاولة اغتيال وتصفية، ولم يعلن الا عن خمس وعشرون عملية، وهناك الكثير من الضحايا الذين قضوا في تلك العمليات ولم يعرف حتى الآن انهم كانوا ضحايا لعمليات الاغتيال من قبل فريق كيدون، بالعودة إلى الاخفاقات التي وقع بها جهاز الموساد، فان اكتشاف ابو باسل لعملية تصوير منزله دفعته لابلاغ الامن العام اللبناني وهذا يعتبر الإخفاق الأول، ثم تلاه محاولة اورلخ لوسبرخ خطف جول مسعد قنصل المانيا الغربية في مدينة طرابلس (لبنان)، ومحاولة لوسبرخ الصاق التهمة بسعيد السبع انه وراء خطف القنصل أو قتله في محاولة من جهاز الموساد لافتعال مشاكل بين منظمة التحرير الفلسطينية والحكومة الألمانية، خاصة ان هذه المحاولة جاءت بعد عملية ميونيخ الشهيرة، ومن ثم اقدامه على تدبير عملية خطف نفسه بالتعاون مع ثلاثة لبنانيين وخطيبته جميلة معتوق، واصدار بيان باسم منظمة وهمية كان قد انشائها في طرابلس تحمل اسم منظمة ميونخ 72 تتبنى عملية خطفه، وتطالب الحكومة الألمانية بدفع مبلغ 15 مليون ليرة لبنانية، في محاولة أخرى من جانبه لاتهام سعيد السبع انه وراء عملية خطفه بسبب موقف الحكومة الألمانية المتماهي مع الاسرائيليين خلال تنفيذ عملية ميونخ، فتم اعتقاله من قبل النقيب عصام أبو زكي، واعترف امامه انه كان مشاركا في عملية فردان، وانه كان يراقب منزل سعيد السبع تمهيدا لاغتياله، جميع هذه الاخفاقات ودور بعض الجهات الأمنية اللبنانية والاطراف الفلسطينية التي كانت على تعاون وتنسيق مع شبكة اورلخ لوسبرخ، والذي كان يتلقي التمويل من جهات فلسطينية في لبنان، وتحويلات بنكية من سويسرا ووالمانيا عبر بنك علي جمال في بيروت، الجهات الفلسطينية المتورطة معه سهلت دخوله إلى مخيم البداوي في شمال لبنان لتدريب عناصر الكفاح المسلح الفلسطيني، كل هذا المعطيات والاعترافات ظهرت بعد اعتقال عصام أبو زكي له في سير الضنية فتم تكليف إبراهيم البطراوي مسوؤل الكفاح المسلح في شمال لبنان بالاتصال مع عصام أبو زكي، ومحاولة التوسط لديه للإفراج عن اورلخ واغلاق ملفه، بحجة انه مناضل اممي مناصر للقضية الفلسطينية، لكن النقيب أبو زكي ابلغ المسوؤل الفلسطيني ان ملف اورلخ أصبح في المحكمة العسكرية وانه اعترف بمشاركته في عملية فردان، ومراقبته لمنزل سعيد السبع تمهيدا لاغتياله، كما أنه اعترف لدى المحكمة انه نقيب في الجيش الإسرائيلي واسمه الحقيقي حاييم روفيل
اعترافات اورلخ لوسبرخ أو حاييم رؤفئل كما ادعي، وافتضاح دوره وشبكاته دفعت جهاز الموساد لتنفيذ عملية اغتيال أحمد بوشيقي بمدينة ليلهامر في بالنرويج يوم 21 يوليو 1973، أي بعد عشرة أيام من اعتقال حاييم روفيل في قرية حقل العزيمة بسير الضنية، واعلنت إسرائيل من تل ابيب، انها قتلت علي حسن سلامة مسوؤل القوة 17 لدوره في عملية ميونيخ، مع ان صلاح خلف اكد ان لا دور له في عملية ميونيخ ابدا، إسرائيل التي اعلنت انها أخطأت الهدف بقتل بوشيقي الذي يشبه ابو حسن سلامه، كان هدفها التستر على دور اطراف عديدة انكشفت في طرابلس وفردان، فمن يدقق في صور الشخصيتين علي حسن سلامة وأحمد بوشيقي، لا يجد ان هناك تشابه بين الاثنين، كما أنه من المعروف عن جهاز الموساد انه يسكن بجانب الضحية قبل ستة أشهر على الاقل من تنفيذ جريمته، فيقوم برصد الضحية واخذ العديد من الصور له ولعائلته وزواره، كما أنه يرسم مجسم لشقته، كما حدث في فردان، حيث استاجر جهاز الموساد عدة شقق حول منزل القادة الثلاثة، وهذا ما حدث عند محاولة اغتيال سعيد السبع، فقد استاجر الموساد عدد من الشقق حول منزله وفوق شقته، ولا يمكن أن يقوم جهاز محترف بحجم وكفاءة الموساد بتصفية شخص لمجرد تشابه كما يدعي، الشئ الآخر الملفت، هل من المعقول ان يسافر رئيس جهاز امني فلسطيني إلى قرية ليلهامر النرويجية ليعمل في فندق، ويتنكر بشخصية نادل مغربي ويقوم بتقديم القهوة والشاي للزبائن ؟ كارثة الموساد في ليلهامر لم تكن بسيطة، اعتقال ستة ضباط من جهاز الموساد في النرويج إضافة لاخفاقات الموساد في لبنان، والتي تكللت باعتقل حاييم رؤفيل في طرابلس، دفعت جولدا مائير لاصدار اوامرها بوقف العمليات الخارجية فورا، كما أن شبتاي شافيت قدم استقالته إلى مدير الموساد تسفي زامير، لم يتوقف الأمر هنا بل ان مايك هراري مدير وحدة كيدوان قدم استقالته أيضا، يعتبر شهر تموز من عام 1973 شهر الكوارث لجهاز الموساد، الذي أصبح يدرس في مناهجه خطأ طرابلس الذي تسبب باعتقال سبعة ضباط من وحدة كيدون الإسرائيلية

## صمت الموساد
من المعروف ان إسرائيل، تتكتم عن الاحداث الأمنية التي تنفذها في أراضي الغير، لتعود بعد عشرين أو ثلاثين عاما، وتفرج عن المعلومات بعد انقضاء الزمن عليها، ولكن ما هو الشيء الذي يمنع الموساد من الحديث عن عملية الموساد الفاشلة في طرابلس بعد مرور خمس واربعون عاما على وقوعها، رونين بيرغمان القريب من الموسسة الامنية الإسرائيلية، لمح إلى العملية، وذكرها في كتابه الجديد “انهض واقتل أولا”، خلال حديثه مع مدير الموساد العاشر مئير داغان الذي قال: لو قتل جنديا في جنين، فإنها كارثة فظيعة لأسرته، إنه نهاية حياتهم، لكن ذلك ليس بالكارثة الكبيرة لدولة إسرائيل. لو تم القبض على وكلاء الموساد في أراضي العدو، فانها كارثة كبيرة، وتقع مباشرة على رئيس الوزراء الإسرائيلي.
هناك قصة – لا أستطيع أن أقول لك متى وأين؛ هناك أشياء لا أستطيع مشاركتها – كان هناك عميل موساد، في بلد معادي جدا، الذي تورّط في حادث سيارة، تماما عن طريق الخطأ، ودهس الشخص وقتله. يحدث ذلك – ليست مؤامرة. حققت الشرطة المحلية، وألقت القبض على هذا الرجل. لا يمكنك أن تتخيل ما الذي كان يحدث في إسرائيل – رئيس الوزراء جولدا مائير تحدث عدة مرات في اليوم مع مدير الموساد تسفي زامير لمعرفة ما يحدث، حتى انتهى الأمر.
في النصف الثاني من شهر فبراير 2015، خرج مدير الموساد شبتاي شافيت على الاعلام الإسرائيلي، متحدثا عن عمليات الموساد، فذكر ان قائد كبير في الموساد ترأس عملية في بلاد بعيدة، أدت إلى اعتقال ضابط، وفي صبيحة اليوم التالي، توجه إلى مديره تسفي زامير والذي كان مشاركا في العملية وقدم استقالته، ضحك زامير وقال لشافيت، أو ان كل اعتقال أو إخفاق سوف يؤدي إلى استقالات، لما بقي شيء اسمه موساد، عد إلى عملك كما اشار إلى أن الموساد، يعمل في المنطقة الرمادية الواقعة ضمن قوانين دول أجنبية وانتهاكها، خدمة لإسرائيل، الكل منخرط بهذا العالم، عندما نمارس عملا سريا على الأراضي الفرنسية والفرنسيون يفعلون ذلك لدينا، في حال وقغت حادثة فشل، يتوجب عليك التعاطي مع جهاز مخابرات صديق، أنت تفعل ذلك باوراق مكشوفة وهو يتفهمك، ويدرك ان رأس الجبهة يحارب من اجله، فشل عملية قد يؤدي إلى استنكار وطرد تورط سياسي من جانب الدولة التي تتعرض للاذى، علاقات الثقة بين أجهزة المخابرات الصديقة، هي الأمر الأكثر أهمية وهي الأمر الحاسم
من يتمعن في حديث شبتاي شافيت، عن التعاون بين الموساد والاجهزة الأمنية الغربية، عند وقوع فشل أو اعتقال لضباط عاملين في جهاز الموساد، يدرك ان تحرك السكرتير الثالث في السفارة الألمانية في بيروت ولتر نوفاك، لم يكن من فراغ، لقد ادعى نوفاك، فور وقوع اختطاف اورلخ لوسبرخ، ان الاخير دبلوماسي ألماني خطف من قبل سعيد السبع، وعندما قبض النقيب عصام أبو زكي على اورلخ لوسبرخ في حقل العزيمة، وكشق ملابسات القضية، ان اورلخ لوسبرخ هو من قام بخطف نفسه، لتوريط سعيد السبع في القضية، تبدل حديث السفير الألماني ولتر نوفاك، حيث ادعى ان اورلخ لوسبرخ، مواطن ألماني وهو لص وسارق وعليه عدة مذكرات توقيف في ألمانيا وغيرها، على خلفية اصداره شيكات من دون رصيد، وهو يطالب الحكومة اللبنانية، بتسليمه اورلخ لوسبرخ، حتى يحاكم في بلده ألمانيا، لا شك ان هذه القصة تكشف بوضوح حجم التورط الألماني الامني مع جهاز الموساد، وهذا يضع العديد من علامات الاستفهام حول عملية ميونيخ نفسها، والتي تحولت إلى بطولة فلسطينية وهمية وماساة إسرائيلية كاذبة

## ما بعد العملية

شبكات الموساد التي كانت ناشطة في لبنان عام 1973 لعبت دورا اساسيا في الحرب الأهلية اللبنانية من خلال تجنيد عدد كبير من العملاء وانشاء تنظيمات لبنانية وفلسطينية

كما في كل الاحداث الأمنية، لم يحقق الفلسطينيون بهذا الخرق الامني الإسرائيلي الفاضح لمخيماتهم، بل على العكس من ذلك، فقد جرى طمس الملف لغرض في نفس يعقوب، اورلخ لوسبرخ تم الإفراج عنه بظروف مريبة، فتم ترحيله إلى ألمانيا ومنها انتقل إلى إسرائيل التي نجت من كارثة أخرى محققة شبيهة بكارثة ايلي كوهين، اما سعيد السبع فقد ترك منظمة التحرير بعد خلافات عميقة مع ياسر عرفات وتوجه إلى عراق صدام حسين الذي تربطه به علاقة قديمة، عندما كان لاجئا سياسيا في مصرعبد الناصر، اما علي ديب صاحب محل كويك سندوش، فقد قتل في ظروف غامضة في بيروت عام 1974 حيث احترق داخل سيارته، ولم يتمكن من الخروج بسبب التصاق رجله بدعسة البنزين، وقد راجت الاقاويل ان ابو حسن سلامة يقف خلف مقتله، اما أحمد رسلاني فقد تعرض لمحاولة اغتيال من قبل أحمد القدور زعيم دولة المطلوبيين في طرابلس، اما عصام أبو زكي فقد واجه دولة المطلوبين وقضى على زعيمها أحمد القدور داخل الاسواق الشعبية، في الوقت التي كانت الإذاعة الإسرائيلية تناشد جماعة القدور بالتوجه نحو منظقة السقى في بساتين طرابلس، تمهيدا لنقلهم إلى إسرائيل، لم يستمر ابو زكي كثيرا في طرابلس، فقد بدات الحرب الأهلية اللبنانية تلقى بظلالها على مدينة طرابلس، حتى وصلته معلومات عن نية بعض الاطراف لاستهدافه أو اغتيال المحافظ قاسم العماد فقام بتحذيره ولكن المحافظ لم يقتنع، وفي أحد الأيام وبينما كانت زوجة ابو زكي تخرج من منزلها، فوجئت برجل ممدد امام باب المنزل، وكان مذبوحاً من الوريد إلى الوريد، والدماء تسيل منه. وبعد هذه الجريمة أخذ ابو زكي قرارا بنقل عائلته إلى بيروت، عن تلك الفترة يتحدث أبو زكي في كتابه (محطات في تاريخ وطن) ويقول: قضيت ليلتي في منزل أهل زوجتي. وصباح اليوم التالي الواقع فيه 20 ديسمبر 1975 عقدت العزم على العودة إلى طرابلس، لكن عندما انطلقت بالسيارة، سمعت صوت جهاز اللاسلكي يناديني رددت على النداء، فأبلغوني ان مجموعة مسلحة قد اقتحمت منزلي، وعندما لم يجدوني فيه، أطلق عناصرها النار بداخله كيداً وحقداً، لكن المجموعة نفسها تابعت باتجاه منزل المحافظ الشيخ قاسم العماد، الذي لم يكن يبعد كثيراً عن منزلي، وفي تمام الساعة التاسعة والدقيقة 45، ظهر اثنان من المسلحين داخل سيارة امام البناء الذي يسكنه المحافظ. كان المحافظ قد غادر مصعد بناية عبد الوهاب التي تقع عند المدخل الشرقي لميناء طرابلس، بصحبة زوجته متوجها إلى سيارته، ترجل سائق السيارة الدركي خالد خضر العلي لفتح الباب الخلفي للمحافظ وعقيلته، وفي تلك اللحظة انهمر الرصاص بغزارة، وفرّ المسلحون وخر المحافظ صريعا والدم ينزف من أنحاء جسمه، بعدما أصيب بعشرين رصاصة في رأسه ووجهه وكتفيه وصدره، بينما أصيبت زوجته برصاصة في بطنها وثمانية في رجلها خلال محاولتها التمسك بزوجها.

## من ميونيخ إلى أوسلو

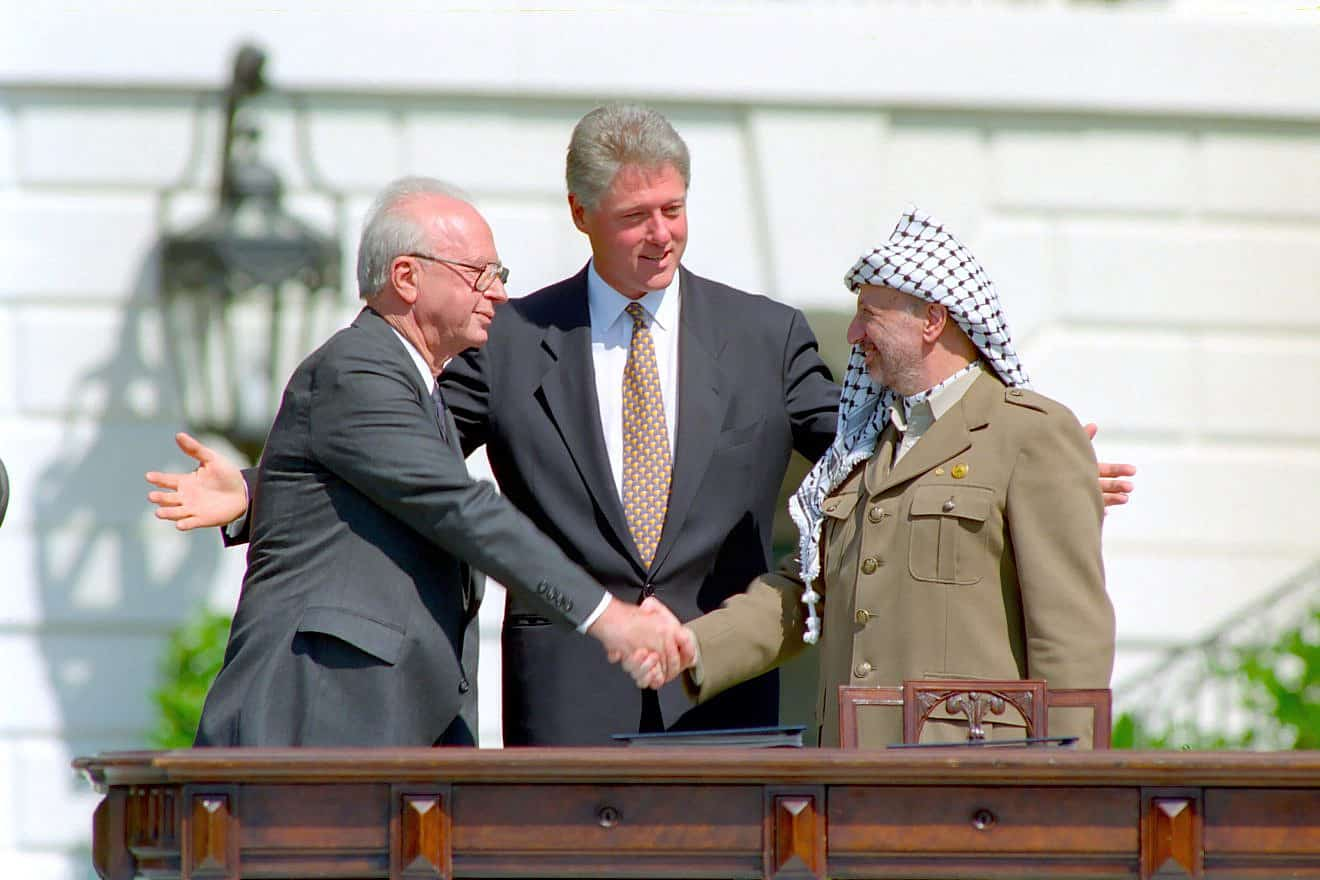
بيل كلينتون بين عرفات ورابين خلال التوقيع على الاتفاقية

واحد وعشرون عاما هي الفترة الزمنية ما بين تنفيذ عملية ميونيخ 1972 وتوقيع اتفاقية أوسلو 1993، خلال هذه الفترة نفذت إسرائيل العديد من العمليات الأمنية والاغتيالات لشخصيات فلسطينية مركزية، كانت تقف في وجه التسوية السياسية التي تروج لها قيادة منظمة التحرير الفلسطينية

## التسريب الإسرائيلي الأول
في 24 ديسمبر 2019، نشرت جريدة القدس نقلا عن محرر الشؤون العسكرية في القناة 13 الإسرائيلية ألون بن دافيد، كيف ان عميل الموساد الملقب (د ) تصادق مع ابو حسن سلامة في فندق انتركونتننتال في بيروت، وكان يلعب معه لعبة اسكواش، وأنه تعرف على زوجته جورجينا رزق وشقيقتها فيليتشينا، وأنه كان يزور ابو حسن سلامة في منزله، وانه في إحدى الزيارات، قدم له هدية عبارة عن قداحة من ذهب، وذكر عميل الموساد الملقب (د) واسمه الحقيقي داني ياتوم، إن جورجينا بدأت خلال السهرة بالإلحاح بطلبها لمغادرة البيت لملهى “سمرلاند”، وفجأة استجاب لها ابو حسن سلامة فنهض ودعا بصوت عال رئيس الحرس باسم الذي جاء مسرعا وقال: نعم سيدي. فقال علي حسن سلامة: جورجينا تريد الخروج ولا يمكن ذلك مع خمسة حراس فابق هنا وأنا ذاهب معها.
فوجئ باسم وقال متفاجئا: يا سيدي يا سيدي أنا مسؤول عن حراستك ماذا جرى لك. فقال علي: اهدأ. هذا عيد ميلاد (د) وجورجينا تريد السهر. معي مسدس وبندقية كلاشنكوف نتركها بالسيارة. وفعلا خرجنا لوحدنا. وداخل الملهى الليلي طلب (د) منه أن نرقص ابو حسن سلامة فقال: لا فأنا سأجلس في تلك الزاوية وأدخن وأنت وظيفتك أن ترقص مع جورجينا رزق. هو جلس من أعلى وعلى خصره مسدس وأنا أرقص مع زوجته، فيما بعد أكملت شقيقة جورجينا رزق فيليتشينا الرقص معي، ولاحقا ارتبطنا بنوع من العلاقة العاطفية.